# One Hundred Years of Mormonism
One Hundred Years of Mormonism er en amerikansk stumfilm fra 1913 af Norval MacGregor.